# Teatr Miejski w Raciborzu
Teatr Miejski (niem. Stadttheater) – nieistniejący już teatr w Raciborzu. Znajdował się pod adresem Troppauerstrasse 17, w okolicy dzisiejszych ulic Ludwika, Ogrodowej i Opawskiej. Istniał w latach 1921–1945.

## Budynek teatru
Teatr powstał w 1921 roku, po przebudowie lokalu rozrywkowego o nazwie Tivoli, mieszczącego restaurację, salę taneczną i duży ogród piwny przy dzisiejszej ulicy Ogrodowej. Ponieważ miasto nie miało wystarczającej ilości środków na budowę teatru, zwrócono się do mieszkańców z prośbą o wsparcie inwestycji. Zainteresowanie było spore i budowę udało się ukończyć. Scena teatru znajdowała się w miejscu dzisiejszej ulicy Ludwika, niedaleko skrzyżowania z Ogrodową. Wejście było od strony ulicy Opawskiej, poprzez przejście na podwórze znajdujące się naprzeciwko wlotu ulicy Staszica. Sala widowiskowa mogła pomieścić 788 widzów. 415 miejsc znajdowało się na parterze, 227 na pierwszym balkonie i 146 na drugim. Do dziś zachowało się jedynie zaplecze (budynek przy ulicy Ogrodowej 5) oraz magazyn kulis teatralnych (dom handlowy Jawor przy ulicy Ludwika). Teatr posiadał nowoczesne garderoby, zaplecze techniczne, pomieszczenia administracyjne i własną linię zasilania elektrycznego. W latach 1936–1940 nosił nazwę Grenzlandtheater (Teatr Nadgraniczny). Budynek spłonął w 1945 roku.

## Historia teatru
Teatr stał się siedzibą grupy utworzonej w 1919 roku przez Franza Gottscheidta (poprzednio dyrektora Teatru Miejskiego w Poznaniu) pod nazwą Oberschlesisches Wandertheater (Górnośląski Teatr Objazdowy), przekształconej wkrótce z teatru objazdowego w miejski i występującej przed powstaniem nowego obiektu najpierw w sali Volkshaus (Dom ludowy, obecnie kino Bałtyk), a następnie w Zentralhalle znajdującej się na rogu ulic Opawskiej i Drzymały. Od 1936 roku teatr w okresie od połowy czerwca do połowy września przenosił się na ziemię kłodzką, gdzie występował głównie w Dusznikach-Zdroju, ale również w Kudowie-Zdroju, Polanicy-Zdroju i Lądku-Zdroju.
Przy teatrze działała także amatorsko orkiestra miejska, przekształcona następnie w orkiestrę teatralną, z której w późniejszym okresie wyodrębniła się również orkiestra dęta. Dla realizacji niektórych przedstawień operowych ściągano także muzyków z innych teatrów. W orkiestrze grali przedstawiciele różnych zawodów, traktując to jako zajęcie dodatkowe. Niekiedy orkiestra, poszerzona o dodatkowych muzyków, występowała jako orkiestra symfoniczna. W latach 30. XX wieku występowała nawet we wrocławskiej rozgłośni radiowej.
Repertuar teatru był zróżnicowany. Wystawiano dramaty oraz komedie i farsy, a także opery i operetki. W 1926 roku, z okazji 50-lecia pracy artystycznej Franza Gottscheidta, pierwszego dyrektora teatru piastującego to stanowisko od początku jego istnienia do 1927 roku, wystawiono operę Śpiewacy norymberscy autorstwa Richarda Wagnera. W 1943 roku odbyła się z kolei prapremiera utworu Das Lied von der Untreue (Pieśń o niewierności), opartego na noweli Josepha von Eichendorffa pod tytułem Z życia nicponia. W teatrze odbywały się także przedstawienia dla mniejszości polskiej. W repertuarze orkiestry symfonicznej znajdowało się m.in. oratorium Pory roku Josepha Haydna oraz Pasja według św. Jana i Pasja według św. Mateusza autorstwa Johanna Sebastiana Bacha.
Część biletów było współfinansowanych przez organizację Kraft durch Freude, pozostałe wykupywali mieszkańcy Raciborza. Wizyty w teatrze należały wówczas do dobrego obyczaju. Raz na trzy tygodnie, w niedzielne popołudnia do Raciborza przyjeżdżał także pociąg z widownią z Koźla.